# Square Dominique-Bernard
Le square Dominique-Bernard (anciennement appelé square Jules-Ferry) est un espace vert du 11e arrondissement de Paris.

## Situation et accès
Le site est accessible par le 1, boulevard Jules-Ferry. Il occupe son terre-plein central.
Au nord, le square est prolongé par le square Frédérick-Lemaître.
Il est desservi par les lignes 5 et 9 à la station Oberkampf.

## Origine du nom
Jusqu'en 2024, il rendait hommage à l'homme d'État Jules Ferry (1832-1893).
En 2024, le Conseil de Paris décide de le rebaptiser en hommage à Dominique Bernard, enseignant assassiné en octobre 2023 à Arras par un djihadiste.

## Historique
Le square a été créé en 1924.

## Bâtiments remarquables et lieux de mémoire
Le square est orné d'une statue en pierre, réalisée en 1911 d'après une sculpture présentée en 1909 par Jean-Bernard Descomps. Elle représente une grisette, nom donné au XIXe siècle aux jeunes femmes pauvres qui travaillaient dans les ateliers de confection, habillées d'une blouse grise, et dont les bourgeois pensaient pouvoir aisément acheter les faveurs sexuelles. D'après l'attitude, la figure est plus exactement un « trottin », jeune employée en formation dont la tâche principale consistait à aller livrer les commandes, à pied.

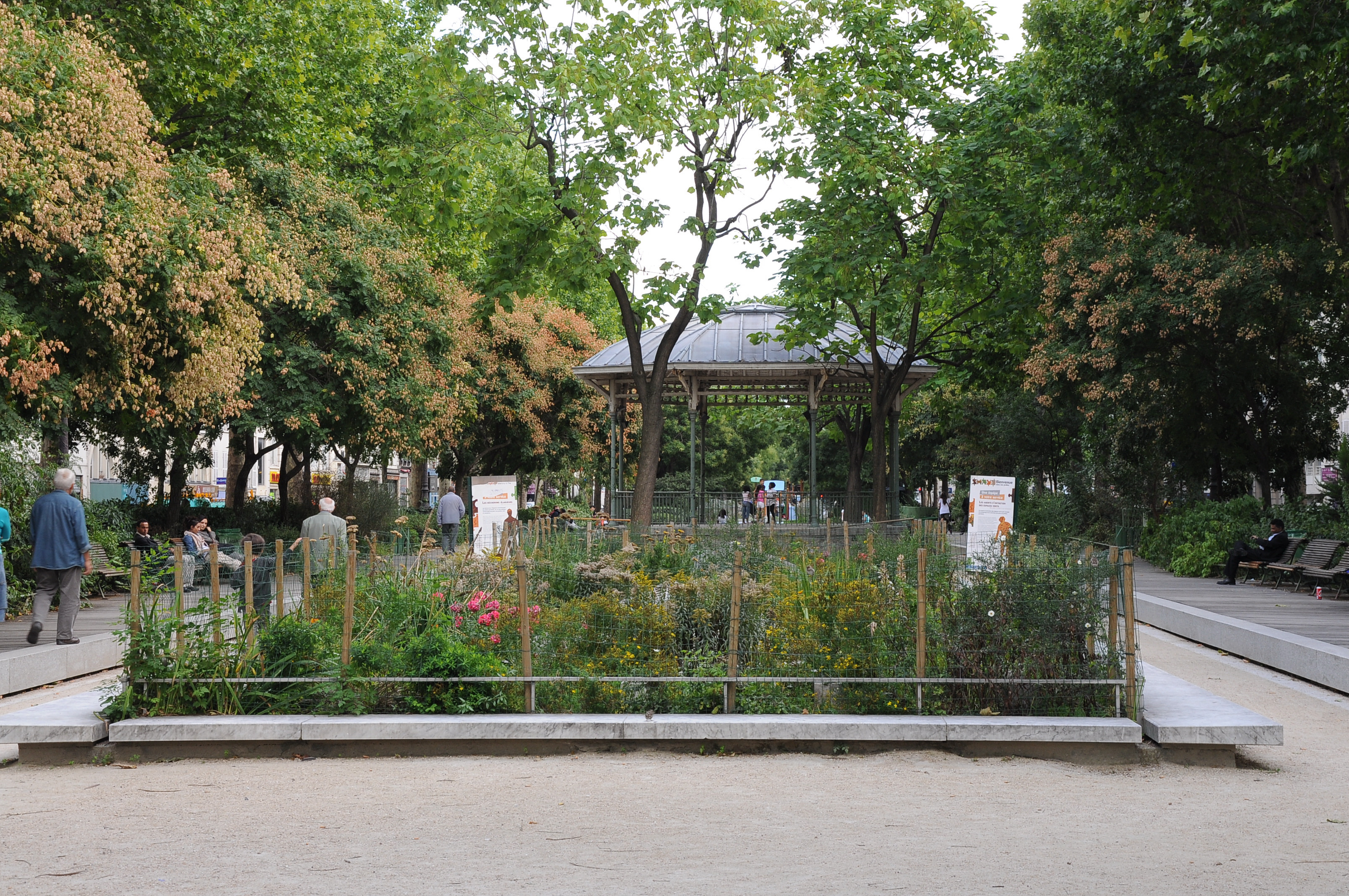
Kiosque à musique.
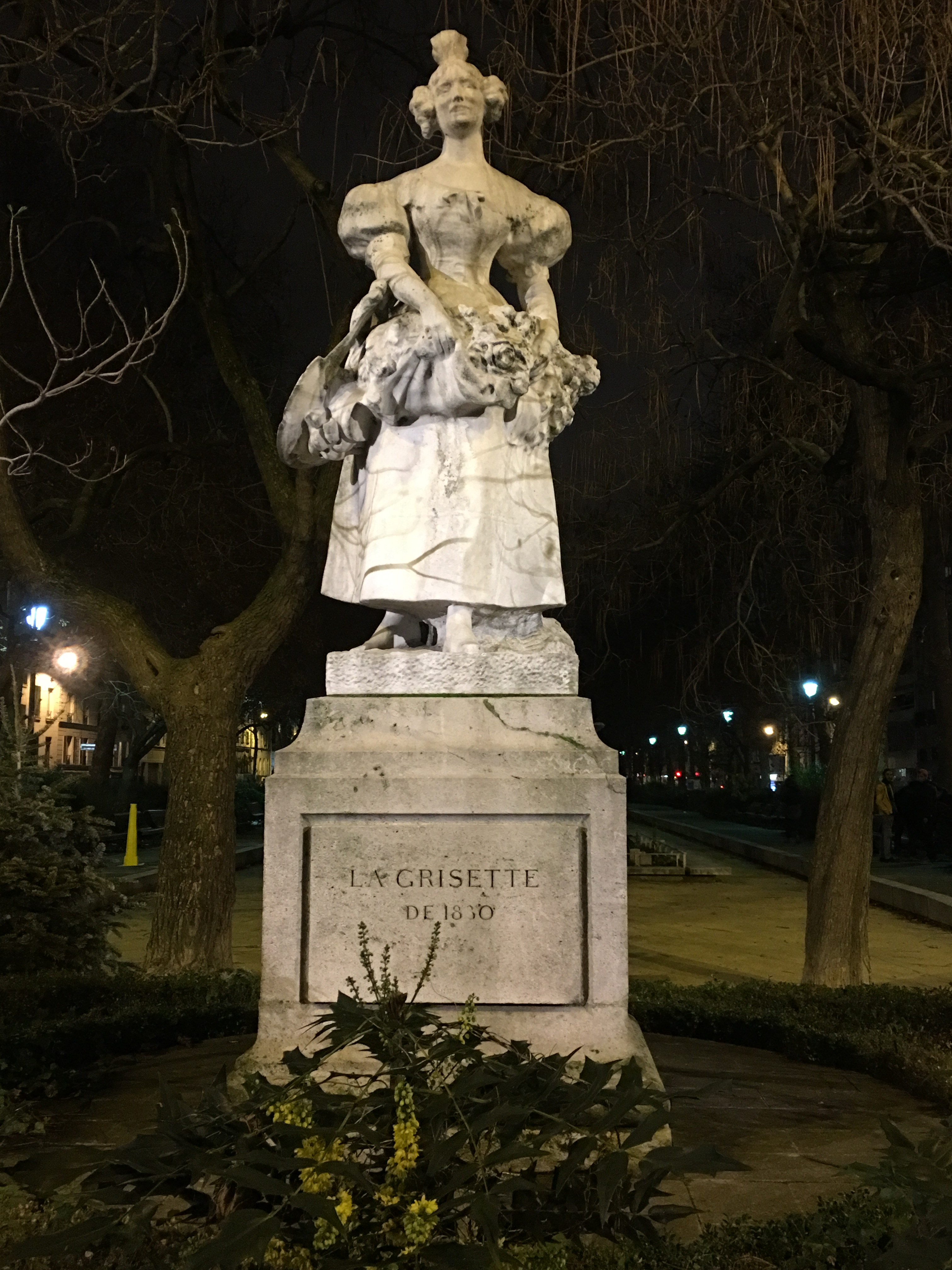
La Grisette de 1830.